# 阿泰 (马耶讷省)
阿泰（法語：Athée，法語發音：[ate] ⓘ）是法国马耶讷省的一个市镇，位于该省西南部，属于贡捷堡区。

## 地理
阿泰（47°53'13"N, 0°57'1"W）面积17.23 平方千米，位于法国卢瓦尔河地区大区马耶讷省，该省份为法国西北部内陆省份，北起芒什省和奧恩省，西接伊勒-维莱讷省，南至曼恩-卢瓦尔省，东临萨尔特省。
与阿泰接壤的市镇（或旧市镇、城区）包括：拉沙佩勒克拉奈斯、科塞勒维维安、克朗、德纳泽、利夫雷拉图什。

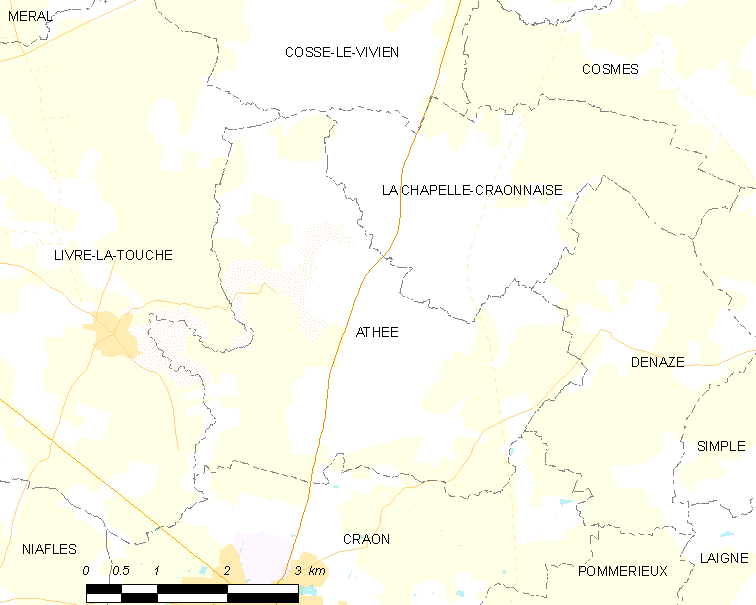
的OSM定位图

阿泰的时区为UTC+01:00、UTC+02:00（夏令时）。

## 行政
阿泰的邮政编码为53400，INSEE市镇编码为53012。

## 政治
阿泰所属的省级选区为科塞勒维维安县。

## 人口

1962-2008年间人口变化图示

阿泰于2022年1月1日时的人口数量为453人。